# Weltmeisterschaften im Trampolinturnen 2013
Die 29. Turn-Weltmeisterschaften im Trampolinturnen 2013 fanden vom 7. bis 10. November 2010 in der Arena Armeec in Sofia, Bulgarien statt.

## Ergebnisse

### Männer Einzel
| Rang | Land                | Turner         |
| ---- | ------------------- | -------------- |
|      | Volksrepublik China | Dong Dong      |
|      | Volksrepublik China | Tu Xiao        |
|      | Russland            | Sergei Azarian |

### Männer Team
| Rang | Land                | Turner                                                         |
| ---- | ------------------- | -------------------------------------------------------------- |
|      | Volksrepublik China | Dong Dong Gao Lei Tu Xiao He Yuxiang                           |
|      | Russland            | Sergei Azarian Nikita Fedorenko Dmitri Uschakow Michail Melnik |
|      | Australien          | William Morris Blake Gaudry Ty Swadling                        |

### Synchron Männer
| Rang | Land     | Turner                           |
| ---- | -------- | -------------------------------- |
|      | Japan    | Manabu Yamaguchi Yasuhiro Ueyama |
|      | Russland | Michail Melnik Sergei Azarian    |
|      | Dänemark | Peter Jensen Christian Andersen  |

### Doppel Mini-Trampolin Männer
| Rang | Land               | Turner            |
| ---- | ------------------ | ----------------- |
|      | Russland           | Mikhail Zalomin   |
|      | Vereinigte Staaten | Alexander Renkert |
|      | Portugal           | Bruno Nobre       |

### Doppel Mini-Trampolin Team Männer
| Rang | Land                   | Turner                                                          |
| ---- | ---------------------- | --------------------------------------------------------------- |
|      | Vereinigte Staaten     | Ryan Roberts Alexander Renkert Austin Nacey Austin White        |
|      | Kanada                 | Denis Vachon Dennis Oppenlander Keegan Soehn Jonathon Schwaiger |
|      | Vereinigtes Königreich | Peter Cracknell Matthew Swaffer Nathaniel Scott Rhys Gray       |

### Tumbling Männer
| Rang | Land                   | Turner            |
| ---- | ---------------------- | ----------------- |
|      | Vereinigtes Königreich | Kristof Willerton |
|      | Russland               | Tagir Murtasajew  |
|      | Russland               | Grigori Noskow    |

### Tumbling Team Männer
| Rang | Land                   | Turner                                                               |
| ---- | ---------------------- | -------------------------------------------------------------------- |
|      | Russland               | Alexander Bezjulew Grigori Noskow Tagir Murtasajew Alexander Mironow |
|      | Volksrepublik China    | Zhang Luo Yang Song Lui Longji Lin Qite                              |
|      | Vereinigtes Königreich | Daniel Lannigan Greg Townley Kristof Willerton Abdullah Izzidien     |

### Damen Einzel
| Rank | Land                | Turnerin            |
| ---- | ------------------- | ------------------- |
|      | Kanada              | Rosannagh MacLennan |
|      | Volksrepublik China | Zhong Xingping      |
|      | Volksrepublik China | Li Dan              |

### Damen Team
| Rank | Land                   | Turnerin                                                               |
| ---- | ---------------------- | ---------------------------------------------------------------------- |
|      | Vereinigtes Königreich | Emma Smith Laura Gallagher Kat Driscoll Bryony Page                    |
|      | Kanada                 | Samantha Sendel Samantha Smith Rosannagh MacLennan                     |
|      | Belarus                | Hanna Hartschonak Swetlana Makschtlarowa Tazzjana Pjatrenja Mariya Lon |

### Synchron Damen
| Rang | Land                   | Turner                             |
| ---- | ---------------------- | ---------------------------------- |
|      | Vereinigtes Königreich | Kat Driscoll Amanda Parker         |
|      | Volksrepublik China    | Li Dan Zhong Xingping              |
|      | Ukraine                | Diana Kliuschnyk Natalija Moskwina |

### Doppel Mini-Trampolin Damen
| Rang | Land                   | Turner             |
| ---- | ---------------------- | ------------------ |
|      | Vereinigte Staaten     | Kristie Lowell     |
|      | Russland               | Swetlana Balandina |
|      | Vereinigtes Königreich | Jasmin Short       |

### Doppel Mini-Trampolin Team Damen
| Rang | Land               | Turner                                                                |
| ---- | ------------------ | --------------------------------------------------------------------- |
|      | Vereinigte Staaten | Erin Jauch Tristan van Natta Kristie Lowell Shelby Gill               |
|      | Kanada             | Corissa Boychuk Tamara O’Brien Alexandria Giesbrecht Pamela Kriangkum |
|      | Russland           | Anastasia Ignatewa Polina Trojanowa Swetlana Balandina Daria Romanowa |

### Tumbling Damen
| Rang | Land                   | Turner         |
| ---- | ---------------------- | -------------- |
|      | Volksrepublik China    | Jia Fangfang   |
|      | Vereinigtes Königreich | Lucie Coleback |
|      | Volksrepublik China    | Chen Lingxi    |

### Tumbling Team Damen
| Rang | Land                   | Turner                                                                     |
| ---- | ---------------------- | -------------------------------------------------------------------------- |
|      | Volksrepublik China    | Chen Lingxi Jia Fangfang Zhang Yuanyuan Cai Qizi                           |
|      | Russland               | Wiktorija Danilenko Jekaterina Gaas Anzhelika Soldatkina Anastasia Isupowa |
|      | Vereinigtes Königreich | Yasmin Taite Rachael Letsche Lucie Colebeck Jennifer Dawes                 |

### Medaillenspiegel
| Rang | Nation                 | Gold | Silber | Bronze | Gesamt |
| ---- | ---------------------- | ---- | ------ | ------ | ------ |
| 1    | Volksrepublik China    | 4    | 4      | 2      | 10     |
| 2    | Vereinigtes Königreich | 3    | 1      | 4      | 8      |
| 3    | Vereinigte Staaten     | 3    | 1      | -      | 4      |
| 4    | Russland               | 2    | 5      | 3      | 10     |
| 5    | Kanada                 | 1    | 3      | -      | 4      |
| 6    | Japan                  | 1    | -      | -      | 1      |
| 7    | Australien             | -    | -      | 1      | 3      |
| 7    | Dänemark               | -    | -      | 1      | 1      |
| 7    | Portugal               | -    | -      | 1      | 1      |
| 7    | Belarus                | -    | -      | 1      | 1      |
| 7    | Ukraine                | -    | -      | 1      | 1      |